# Darren Hayes
Darren Stanley Hayes (Brisbane, Queensland, 8 de mayo de 1972) es un cantautor y productor australiano. En 1997 debutó como vocalista del dúo Savage Garden junto a Daniel Jones, y desde 2002 desarrolla una carrera en solitario.

## Biografía
Hayes nació en un suburbio de la ciudad australiana de Brisbane. Sus padres fueron Robert y June Hayes y es el menor de tres hermanos; su hermana mayor es Tracey Anne y el mediano Peter.
En 1992 entró en The Red Edge, una banda de covers, donde conoció a Daniel Jones. Tras un tiempo, ambos formaron Savage Garden, donde comenzaron a componer canciones propias y, entre 1995 y 1996, a grabar su primer álbum. El grupo publicó tres discos antes de su disolución en 2001.
En 2002, Darren Hayes inició una carrera en solitario con su disco Spin, al que siguió The Tension and the Spark (2004). Su último álbum, al cual Darren Hayes apuesta ser el mejor de su carrera[cita requerida], fue finalizado el 4 de diciembre del 2006 y puesto a la venta el 20 de agosto de 2007. El título de dicho trabajo es This Delicate Thing We've Made.
Darren Hayes es abiertamente gay y el 19 de junio de 2006 formó una unión civil en el Reino Unido con su novio, Richard Cullen. Hayes ha criticado públicamente al primer ministro australiano, John Howard, por su total oposición a cualquier tipo de reconocimiento de los derechos de las parejas homosexuales. También colaboró en la manifestación del Orgullo Gay londinense el 30 de junio de 2007.
En 2011 publicó el álbum «Secret Codes And Battleships», producido por el cantante y productor francés Sébastien Izambard, miembro de Il Divo.

## Discografía
| - 2002: Spin - 2004: The Tension and the Spark - 2007: This Delicate Thing We've Made - 2009: We Are Smug - 2011: Secret Codes And Battleships - 2013: " We are smug (Re-edition) - 2006: Darren Hayes - Too Close for Comfort: Tour Film - 2006: A Big Night In with Darren Hayes - 2008: The Time Machine Tour - 2008: This Delicate Film We've Made | - 2002: "Insatiable" - 2002: "Strange Relationship" - 2002: "Crush (1980 Me)" - 2003: "I Miss You" - 2004: "Pop!ular" - 2004: "Darkness" - 2004: "Unlovable" - 2005: "So Beautiful" - 2007: "Step into the light" remix que para clubs - 2007: "On the Verge of Something Wonderful" - 2007: "Step into the light" - 2007: "Me, Myself and (I)" - 2008: "Casey" - 2011: "Talk, Talk, Talk" - 2011: "Black Out The Sun" - 2012: "Bloodstained heart" - 2012: "Stupid mistake" |